# ليان دافي
ليان دافي هي خطيبة وعالمة نفس وكاتِبة كندية، ولدت في 1972.